# Arachnodes soganus
Arachnodes soganus là một loài bọ cánh cứng trong họ Bọ hung (Scarabaeidae).